# Ahmad ibn Ḥasan
Ahmad ibn Ḥasan (onbekend - 964) was van 954 tot 964 emir van Sicilië.
Hij volgde in 954 zijn vader, Hassan al-Kalbi, op, die, nadat de Fatimidische kalief Abu Tahir Isma'il al-Mansur in 952 was overleden, (al dan niet vrijwillig) naar de Fatimidische hoofdstad Mahdia, terugkeerde. Onder zijn regering zou in 962 de Byzantijnse vestiging Taormina na een beleg van 33 weken worden ingenomen, waarna de naam werd veranderd in Muc'izziyya ter ere van Abu Tamim Ma'ad al-Mu'izz.
Ahmad zou zelf tot aan zijn dood regeren en worden opgevolgd door zijn zoon Abu al-Qasim.

## Referentie
- U. Rizzitano, art. Kalbids, in E. van Donzel - B. Lewis - C. Pellat (edd.), The Encyclopaedia of Islam, IV, Leiden, 1997, p. 496.